# آئویاما تاداناری
آئویاما تاداناری (به ژاپنی: 青山 忠成 Aoyama Tadanari); ۶ سپتامبر ۱۵۵۱ – ۱ ژانویهٔ ۱۶۱۳) سامورایی اهل ژاپن بود. در پایان دوره سنگوکو و شروع دوره ادو ژنرال خاندان توکوگاوا و روجو بود. او پدر آئویاما تاداتوشی بود و منطقه آئویاما شیبویا-کو، توکیو به نام او نامگذاری شده است.